# Latitudinarismo (filosofia)
Nella filosofia contemporanea, il latitudinarismo è una posizione riguardante la distinzione fra gli atteggiamenti proposizionali de dicto e de re. I latitudinaristi pensano che gli atteggiamenti de re non siano una categoria distinta dagli atteggiamenti de dicto, bensì che i primi siano solo un caso particolare dei secondi.
Il termine fu introdotto da Roderick Chisholm nel suo volume del 1976 intitolato Knowledge and Belief: 'De Dicto' and 'De Re'. 